# Chibi:bit
Chibi:bitはスイッチサイエンスが販売するシングルボードコンピュータ。
BBC Micro:bitの互換機で、技適マークがついている以外はMicro:bitと全く同じアーキテクチャの製品である。

## 概要
英国放送協会（BBC）が主体となって作っているイギリスの教育向けマイコンボードBBC Micro:bitは、低消費電力、低コストのシングルボードコンピュータでありながらBluetooth Low Energy（BLE）による通信機能が搭載されていて、電源を入れるだけで電波が発射されるが、日本の技術基準適合証明(技適)の認証を受けていないため、日本国内で使用することができない。
一方、BBC Micro:bitの互換機であるchibi:bitは、技適付きのBLEモジュール「HRM1017」が使われているため、日本国内で使用できる。それ以外はMicro:bitと全く同じアーキテクチャの製品である。

## 仕様
- CPU
  - ARM Cortex-M0[1]
- プログラミング言語 - Microsoft Block Editor、Microsoft Touch Develop、Python、JavaScript
- 外部接続 - Bluetooth Low Energy（BLE）
- その他 - 25個のLED、2個のボタン、加速度センサー、磁力センサー

## 開発環境
開発環境はユーザーの学習進度に応じて4種類用意されていて段階的にプログラミングを学習できる。全ての開発環境がウェブブラウザ上で動作するので環境構築は不要。完成したプログラムをUSB経由でchibi:bitに書き込む。
- Microsoft Block Editor  - ブロックを組み合わせてプログラミングができる。
- Microsoft Touch Develop - Microsoft Block Editorで作成したプログラムはテキストベースのプログラムに変換できる。
- Python
- JavaScript